# Loch-Klasse (1986)
Die Loch-Klasse ist eine Klasse von Doppelendfähren der Reederei CalMac Ferries.
Die Schiffe gehören Caledonian Maritime Assets in Port Glasgow, die sie auch bereedern. Eingesetzt werden sie von CalMac Ferries im Liniendienst auf verschiedenen Strecken.

## Beschreibung
Die Schiffe wurden Anfang der 1980er-Jahre bestellt. Sie wurden auf der Werft Richard Dunston (Hessle) in Hessle gebaut. Der Entwurf basierte auf der 1977 gebauten Isle of Cumbrae.
Die Schiffe werden von zwei Viertakt-Sechszylinder-Dieselmotoren des Herstellers Volvo-Penta mit 540 kW Leistung angetrieben. Die Motoren wirken über Untersetzungsgetriebe auf je einen Voith-Schneider-Propeller an den beiden Enden der Fähren.

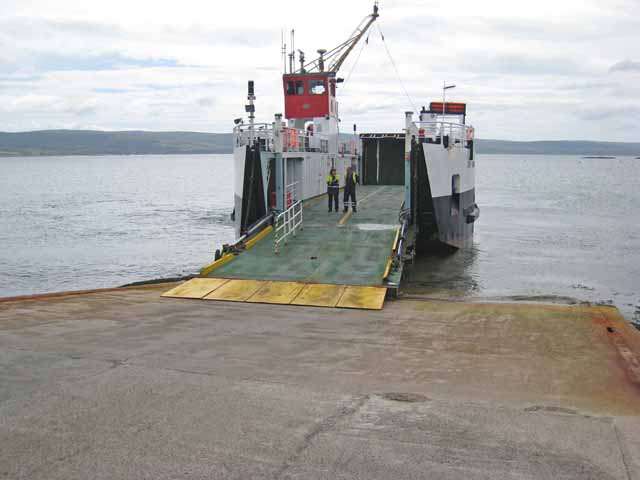
Blick auf Rampe und Fahrzeugdeck

Die Schiffe verfügen über ein durchlaufendes Fahrzeugdeck mit zwei Fahrspuren, auf denen zwölf Pkw befördert werden können. Das Fahrzeugdeck ist über Rampen an beiden Enden der Fähren zugänglich.
Die Schiffe sind auf dem Hauptdeck auf beiden Seiten mit Aufenthaltsräumen für Passagiere ausgestattet. Darüber befinden sich relativ schmale, offene Decks mit Sitzgelegenheiten. Die Passagierkapazität der Fähren beträgt 200 Personen. Auf einer Seite befindet sich mittschiffs das Steuerhaus. Die Schiffe werden von drei Besatzungsmitgliedern gefahren.
Die Schiffe fahren unter der Flagge des Vereinigten Königreichs. Heimathafen ist Glasgow.

## Schiffe

### Loch Striven

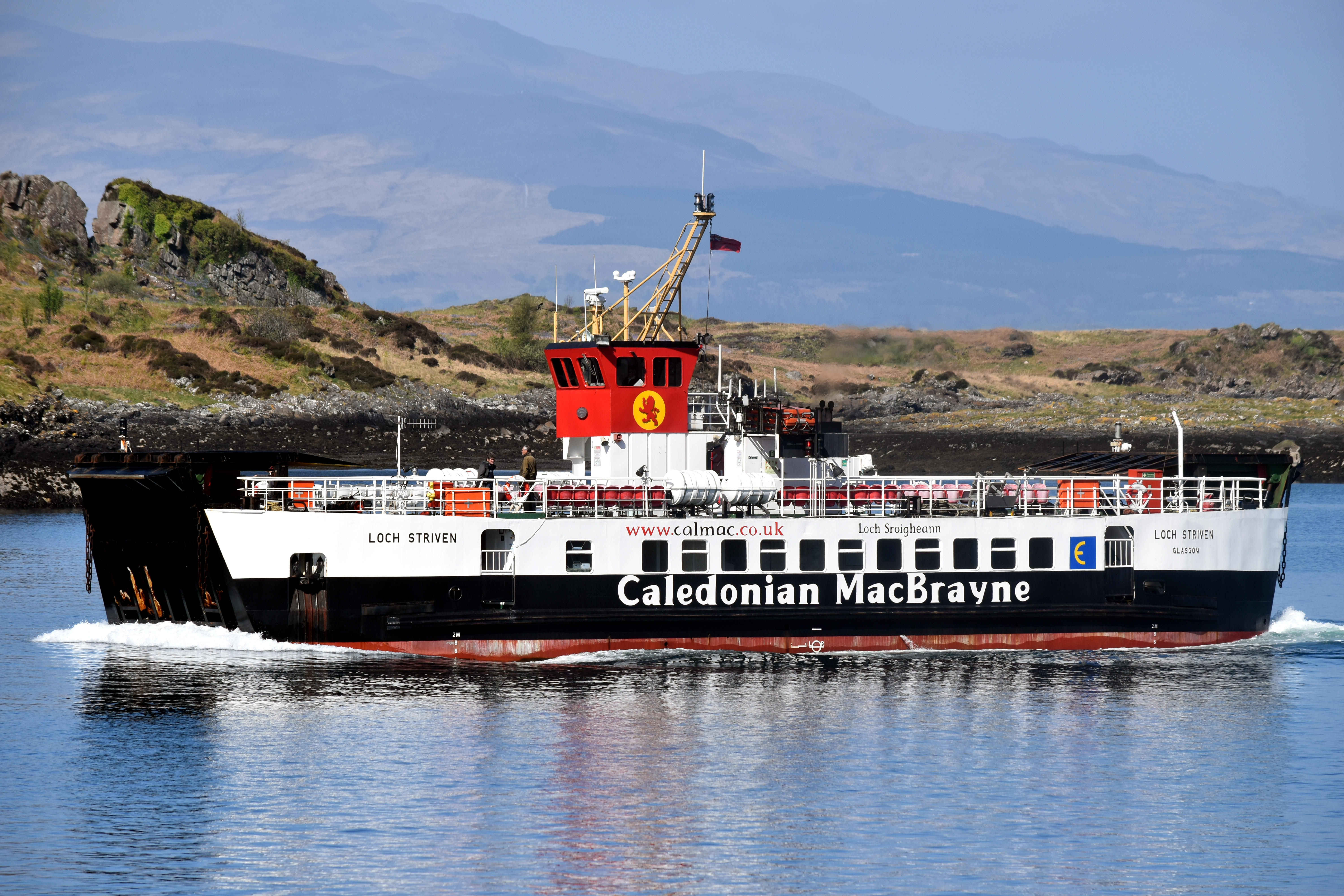
Loch Striven

Die Loch Striven (IMO-Nr. 8512293) wurde 1986 unter der Baunummer 952 gebaut. Der Stapellauf erfolgte am 8. Mai, die Fertigstellung im Juni des Jahres. Das Schiff wurde am 4. Juli 1986 in Dienst gestellt. Es wurde zunächst zwischen Largs und der Isle of Cumbrae eingesetzt, wo es zusammen mit der Isle of Cumbrae verkehrte. Nach einem Monat wurde die Isle of Cumbrae auf dieser Strecke von der Loch Linnhe ersetzt. Die Loch Striven blieb bis 1997 auf der Strecke, lediglich unterbrochen von Einsätzen auf der Strecke zwischen Calintraive und Rhubodach auf der Isle of Bute, wo sie die Loch Riddon unterstützte oder diese zeitweise ersetzte. Mitte der 1990er-Jahre verkehrte sie zudem in den Wintermonaten zwischen Portavadie und Tarbert im Norden der Kintyre-Halbinsel.
1997 wurde die Fähre von der Loch Riddon ersetzt und verkehrte nun ihrerseits zwischen Sconser auf der Insel Skye und der Insel Raasay, wo sie die Raasay ersetzte. Mittlerweile verkehrt die Fähre zwischen Oban und der Insel Lismore.
Benannt ist das Schiff nach dem Meeresarm im Osten der Halbinsel Cowal.

### Loch Linnhe

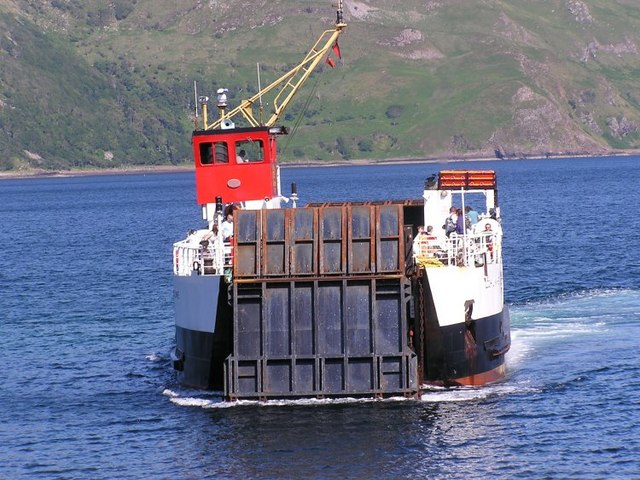
Loch Linnhe

Die Loch Linnhe (IMO-Nr. 8512308) wurde unter der Baunummer 953 parallel zur Loch Striven gebaut. Der Stapellauf erfolgte am 22. Mai, die Fertigstellung im Juni 1986. Das Schiff wurde ebenfalls am 4. Juli 1986 auf der Strecke zwischen Lochaline und Fishnish auf der Isle of Mull in Dienst gestellt. Es ersetzte hier die Canna. Nach einem Monat wechselten die Loch Linnhe und die Isle of Cumbrae die von ihnen bedienten Strecken, so dass die Loch Linnhe nun zusammen mit der Loch Striven auf der Strecke zwischen Largs und der Isle of Cumbrae verkehrte. Wie auch die Loch Striven wurde die Loch Linnhe zeitweise auf anderen Strecken genutzt, darunter auch Mitte der 1990er-Jahre in den Wintermonaten zwischen Portavadie und Tarbert im Norden der Kintyre-Halbinsel.
1997 verkehrte die Loch Linnhe gemeinsam mit der Loch Riddon auf der Strecke zwischen Largs und der Isle of Cumbrae. 1998 wurde sie von der Loch Alainn ersetzt und in der Folge auf der Strecke zwischen Portavadie und Tarbert eingesetzt, wo sie ihrerseits die Bruernish ersetzte. 1999 wurde sie hier von der Isle of Cumbrae ersetzt und nun anstelle der Eigg in den Sommermonaten auf der Strecke zwischen Kilchoan auf der Halbinsel Ardnamurchan und Tobermory auf der Isle of Mull eingesetzt. In den Wintermonaten verkehrte hier die Raasay, während die Loch Linnhe auf anderen Strecken eingesetzt wurde. Unterbrochen wurde der Einsatz in den Sommermonaten auf der Strecke zwischen Kilchoan und Tobermory lediglich im Jahr 2001, als die Fähre noch einmal zwischen Largs und der Isle of Cumbrae verkehrte.
2017 wurde sie von der Strecke abgezogen und dient nun als Ersatzschiff.
Das Schiff ist nach dem vom Firth of Lorn nach Nordosten entlang des Great Glen in den Highlands verlaufenden Meeresarms benannt.

### Loch Riddon

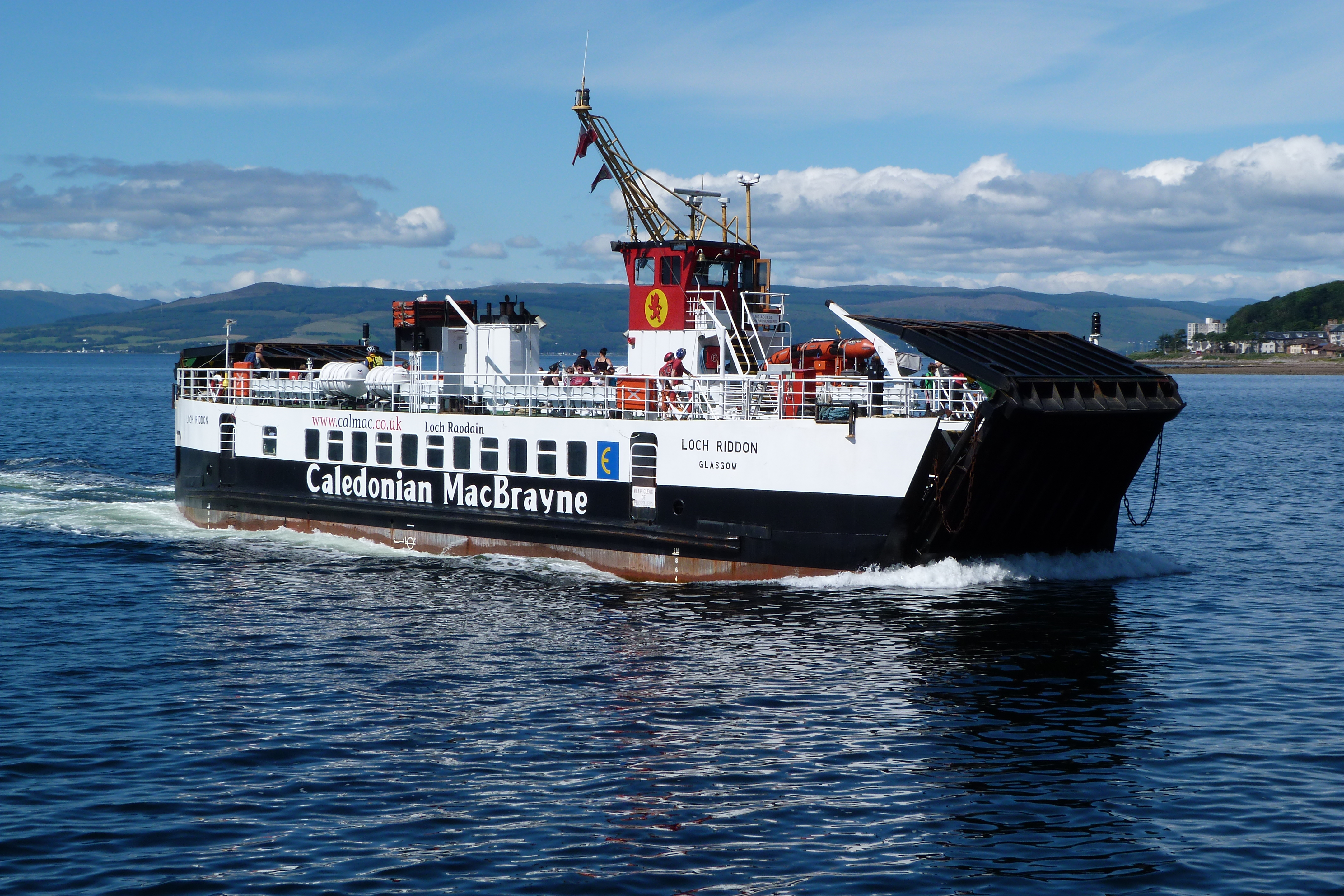
Loch Riddon

Die Loch Riddon (IMO-Nr. 8519875) wurde unter der Baunummer 954 gebaut. Der Stapellauf erfolgte am 19. August, die Fertigstellung im Oktober 1986. Das Schiff wurde zunächst auf der Strecke Colintraive und Rhubodach auf der Isle of Bute eingesetzt, wo es die Portree und die Broadford ersetzte.
1997 wurde die Fähre von der Loch Alainn ersetzt. Die Loch Riddon verkehrte nun gemeinsam mit der Loch Linnhe zwischen Largs und der Isle of Cumbrae, ab dem Frühjahr 1998 dann zusammen mit der Loch Alainn. In den Wintermonaten verkehrt sie überwiegend zwischen Tarbert und Portavadie bzw. zwischen Tarbert und Lochranza auf der Isle of Arran sowie teilweise zwischen Fionnphort und der Insel Iona sowie Oban und Achnacroish der Insel Lismore.
Benannt ist das Schiff nach dem Meeresarm im Westen der Halbinsel Cowal.

### Loch Ranza

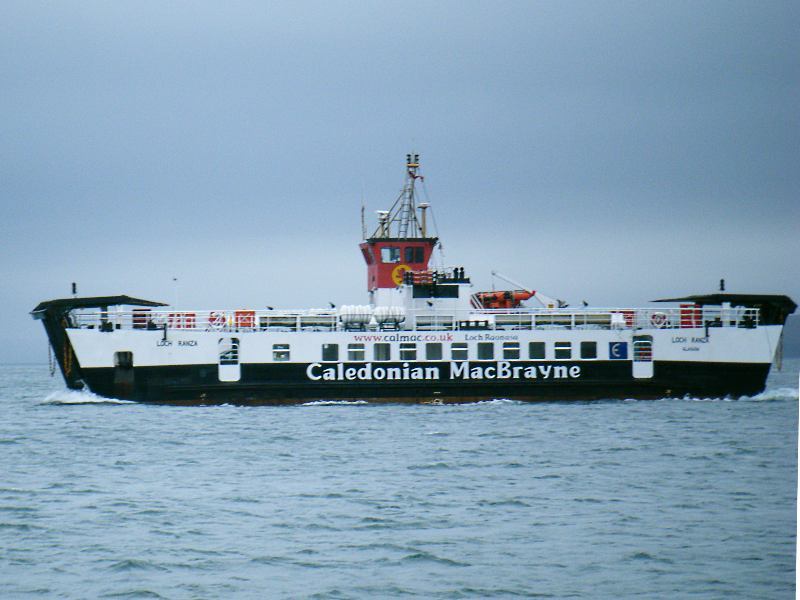
Loch Ranza

Die Loch Ranza (IMO-Nr. 8519887) wurde unter der Baunummer 955 gebaut. Der Stapellauf erfolgte am 17. Dezember 1986, die Fertigstellung im März 1987. Das Schiff wurde am 16. April 1987 auf der Strecke zwischen Claonaig auf der Kintyre-Halbinsel und Lochranza auf der Isle of Arran in Dienst gestellt. Es ersetzte auf der nur in den Sommermonaten bedienten Route die Rhum. In den Wintermonaten diente die Fähre als Ersatzschiff. 1992 wurde sie auf der Strecke von der Loch Tarbert ersetzt. Seither verkehrt sie zwischen Tayinloan auf der Kintyre-Halbinsel und Ardminish auf der Insel Gigha.
Das Schiff ist nach der Bucht bzw. dem an ihr liegenden Ort im Norden der Isle of Arran benannt.

## Sonstiges
In den 1990er-Jahren wurden weitere Doppelendfähren gebaut, die auf den Schiffen der Loch-Klasse basierten und oft dieser Klasse zugeordnet werden. Im Einzelnen handelt es sich dabei um die folgenden Fähren:
- Loch Buie (IMO-Nr. 9031375), gebaut 1992
- Loch Tarbert (IMO-Nr. 9039389), gebaut 1992
- Loch Bhrusda (IMO-Nr. 9129483), gebaut 1996
- Loch Alainn (IMO-Nr. 9147722), gebaut 1997

Bei ähnlichen Abmessungen sind sie anders aufgebaut und haben andere Kapazitäten, sowohl was die Fahrzeug- als auch die Passagierkapazität betrifft. Lediglich die Loch Tarbert hat noch ein seitliches Steuerhaus, aber zugunsten einer höheren Fahrzeugkapazität nur auf einer Seite Aufenthaltsmöglichkeiten für die Passagiere. Die Loch Buie hat noch auf beiden Seiten Räume für die Passagiere, aber ein über das Fahrzeugdeck gebautes Steuerhaus. Bei der Loch Bhrusda und der etwas größeren Loch Alainn sind ebenfalls nur auf einer Schiffsseite Aufenthaltsräume für Passagiere vorhanden. Bei beiden Fähren sind die Fahrzeugdecks mittschiffs mit dem Steuerhaus überbaut.